# Щиба
Щиба, Лиска — річка в Білорусі у Свіслоцькому й Пружанському районах Гродненської й Берестейської областей. Права притока річки Зельвянки (басейн Німану).

## Опис
Довжина річки 19 км, похил річки 1,6 м/км , площа басейну водозбіру 143 км² . Формується притокою, безіменними струмками та загатами.

## Розташування
Бере початок у лісовому урочищі Хворостянки за 3 км на південно-західній стороні від села Соболькі. Тече переважно на північний схід через села село Могилівци і на східній стороні від села Зіновічи впадає у річку Зельвянку, ліву притоку річки Німану.